# Temple de Posidó i Amfitrite
El Temple de Posidó i Amfitrite era un antic temple grec dedicat a Posidó i a la seua esposa Amfitrite, a l'illa ciclàdica de Tinos, a Grècia. El jaciment arqueològic se'n troba a prop de l'actual poble de Kionia.

## Història
Es va construir en el 300 abans de la nostra era i el reconstruïren el 200 o el 100 ae. Sembla que formava part del programa de construcció dels macedonis que governaven les illes en aquella època. El santuari fou un dels llocs de culte a Posidó més importants de l'Antiguitat i l'únic temple de Posidó de les Cíclades. Molts viatgers que es dirigien a l'illa de Delos visitaven primer el temple de Tinos per a purificar-se. A l'entorn del 100 ae, el santuari servia de centre d'unió de l'arxipèlag dirigida per Rodes.
L'apogeu del temple es remunta als anys 200 i 100 ae. Guanyà molta fama en tot el món antic i atreia molts pelegrins de tot el món. En el culte local a Posidó, el déu no sols era un déu de la mar, sinó també un déu guaridor, de manera semblant a Asclepi. D'altra banda, es creia que Amfitrite ajudava les dones amb problemes d'infertilitat. Els sacerdots del temple devien actuar com a metges. El santuari celebrava les festes anuals de les Posidònies a l'entorn de l'època de l'actual gener-febrer. N'hi havia, entre altres, concursos de teatre.
En els segles I i II, es van continuar construint a la zona nous edificis, com ara termes romanes. El temple fou abandonat a l'entorn de l'any 200, i destruït en el 300. El 1902, amb la direcció de H. Demoulin, i el 1905, amb la de P. Graindor, es feren excavacions arqueològiques en el jaciment.

## Construcció i troballes

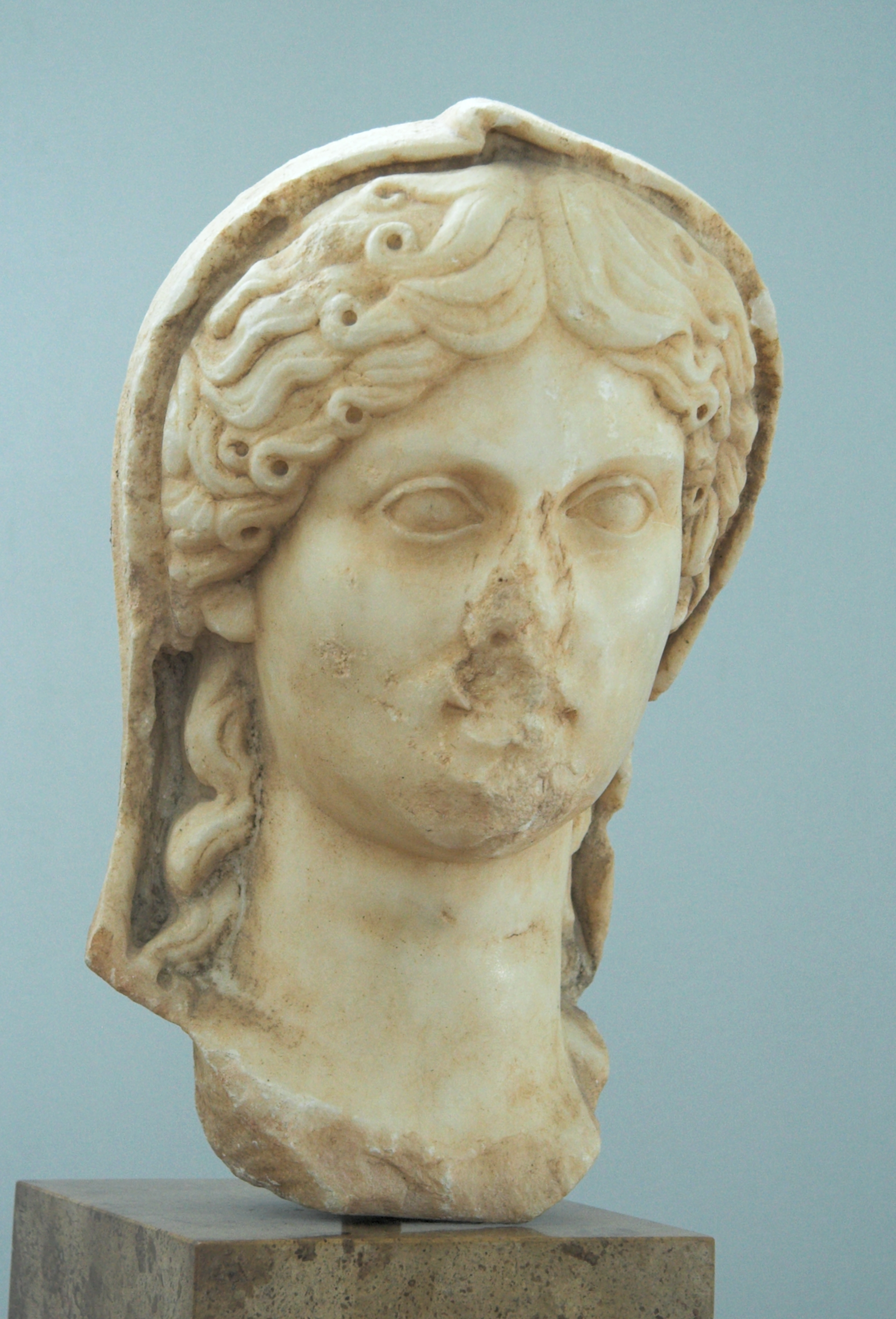
Cap d'una estàtua trobada a Kionia,. Possiblement representa l'esposa de l'emperador Domicià

Era d'estil dòric i de marbre i gneis autòctons. El nou temple, construït al 200 o 100 ae, era més gran que l'anterior: contenia imatges de culte de Posidó i Amfitrite, tallades per l'atenés Telesí. El temple estava decorat amb símbols de Posidó, com ara el trident, monstres marins i dofins.
A més a més del temple, el santuari conté un gran altar decorat amb escultures, que ocupa una superfície d'uns 100 m²; un hestiatori, o espai per a sopars rituals; dues cases de banys; una estoa (c. 100 ae); una exedra de Nausios, construïda com a ofrena; un edifici de proveïment d'aigua (c. 300 ae); i un rellotge de sol dissenyat per Andronic de Cirros.
Pocs dels edificis del santuari han sobreviscut, perquè gran part del material es va espoliar posteriorment per a la construcció d'esglésies i altres edificis de l'illa. Les troballes de la zona són ara al Museu Arqueològic de Tinos.